# Tikhov (cratère)
Tikhov est un cratère lunaire situé au nord de la face cachée de la Lune. Il se trouve à l'est-sud-est du cratère Avogadro. Le cratère Tikhov est érodé par de nombreux impacts ultérieurs.
En 1970, l'Union astronomique internationale a donné le nom de l'astronome russe Gavriil Tikhov, à ce cratère lunaire.